# Menetia
Menetia — рід сцинкоподібних ящірок родини сцинкових (Scincidae). Представники цього роду є ендеміками Австралії.

## Види
Рід Menetia нараховує 6 видів:
- Menetia alanae Rankin, 1979
- Menetia amaura Storr, 1978
- Menetia concinna Sadlier, 1984
- Menetia greyii Gray, 1845
- Menetia maini Storr, 1976
- Menetia surda Storr, 1976